# 독일 저항군 기념관
독일 저항군 기념관(독일어: Gedenkstätte Deutscher Widerstand)은 독일 베를린에 있는 기념관이자 박물관이다.
1980년 개관했다. 이 장소는 본래 클라우스 폰 슈타우펜베르크와 7·20 음모의 다른 주요 관련자들이 아돌프 히틀러를 암살하려다가 음모가 실패한 후 재판 없이 처형된 곳이다.
이 기념관은 주로 1944년 히틀러를 암살하려 했던 독일 국방군 구성원들을 기념하기 위한 것이지만, 더 넓은 의미에서 비더슈탄트를 기념하는 곳이기도 하다.